# Václav Příhoda (malíř)

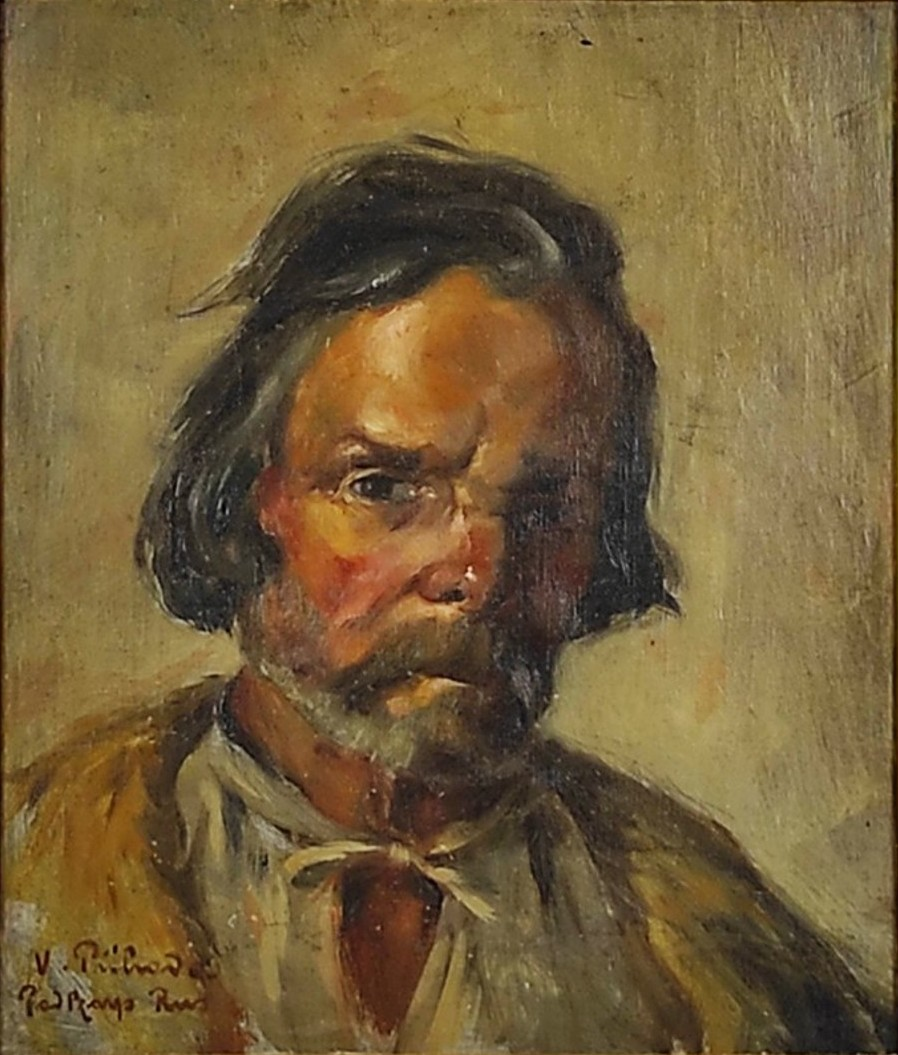
Václav Příhoda, Podkarpatská Rus, portrét muže (možný autoportrét), olej na plátně upevněném na desce

Václav Příhoda, křtěný Václav Jiří Rudolf (24. dubna 1888 Praha - 17. června 1941 Praha), byl český akademický malíř, krajinář, figuralista a ilustrátor.

## Život
Václav Příhoda se narodil v Praze v rodině obchodníka Josefa Příhody a jeho ženy Marie rodem Bendové dcery pražského zastavárníka. Obecnou školu navštěvoval na Petrském náměstí a poté ještě absolvoval v letech 1901-1903 3. třídy na měšťanské škole. Pro svůj nezměrný talent v malování bylo jasno, že půjde studovat na Pražskou malířskou akademii, kde opravdu studoval v letech 1903-1910.  Zde absolvoval 1. ročník (1905/6) Všeobecná škola (tzv. přípravka) u prof. Roubalíka, dále pak II. ročník (1906/7) Všeobecná škola (tzv. přípravka) u prof. Bukovace a akademické studium završil v letech 1907/10 Speciální malířskou školou u prof. Hynaise. Od roku 1924 byl členem JUV a zpočátku pravidelně obesílal členské výstavy. V roce 1926 se oženil s Marií Kozlovou. 
Delší čas pobýval v Egyptě, zvláště pak v Káhiře, kde vzniklo mnoho zdařilých žánrových obrazů, malovaných olejem, akvarelem, ale i tužkou. Malíř též pobýval na Podkarpatské Rusi, kde maloval karpatskou krajinu, ale i rázovitý lid. Restauroval rovněž poškozené nástěnné malby v zámku Troja u Prahy. Malíř V. Příhoda bydlel v Bubenči, Bubenečské ulici č.10 a atelier měl Nekázance č. 8.
Václav Příhoda zemřel v Dejvicích v polovině června 1941.

## Výstavy

### Kolektivní (výběr)
- 1928 Československé výtvarné umění 1918 - 1928, Brno
- 1939 Národ svým výtvarným umělcům, Praha
  - Národ svým výtvarným umělcům, Měšťanská škola, Benešov
- 1940 Jednota umělců výtvarných: 107. výroční řádná členská výstava, Dům Jednoty umělců výtvarných, Praha
- 1940/1941 Národ svým výtvarným umělcům, Praha, Praha

## Galerie

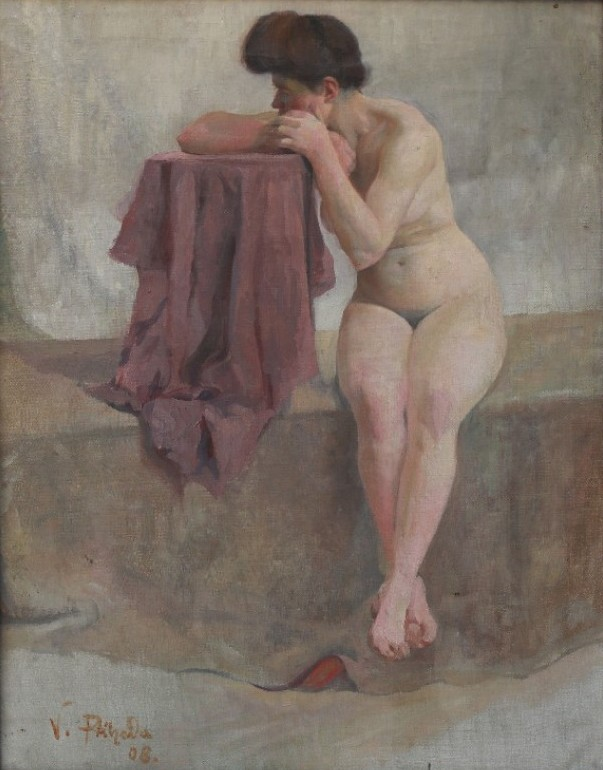
Ženský akt (olej na plátně)  datováno 1908
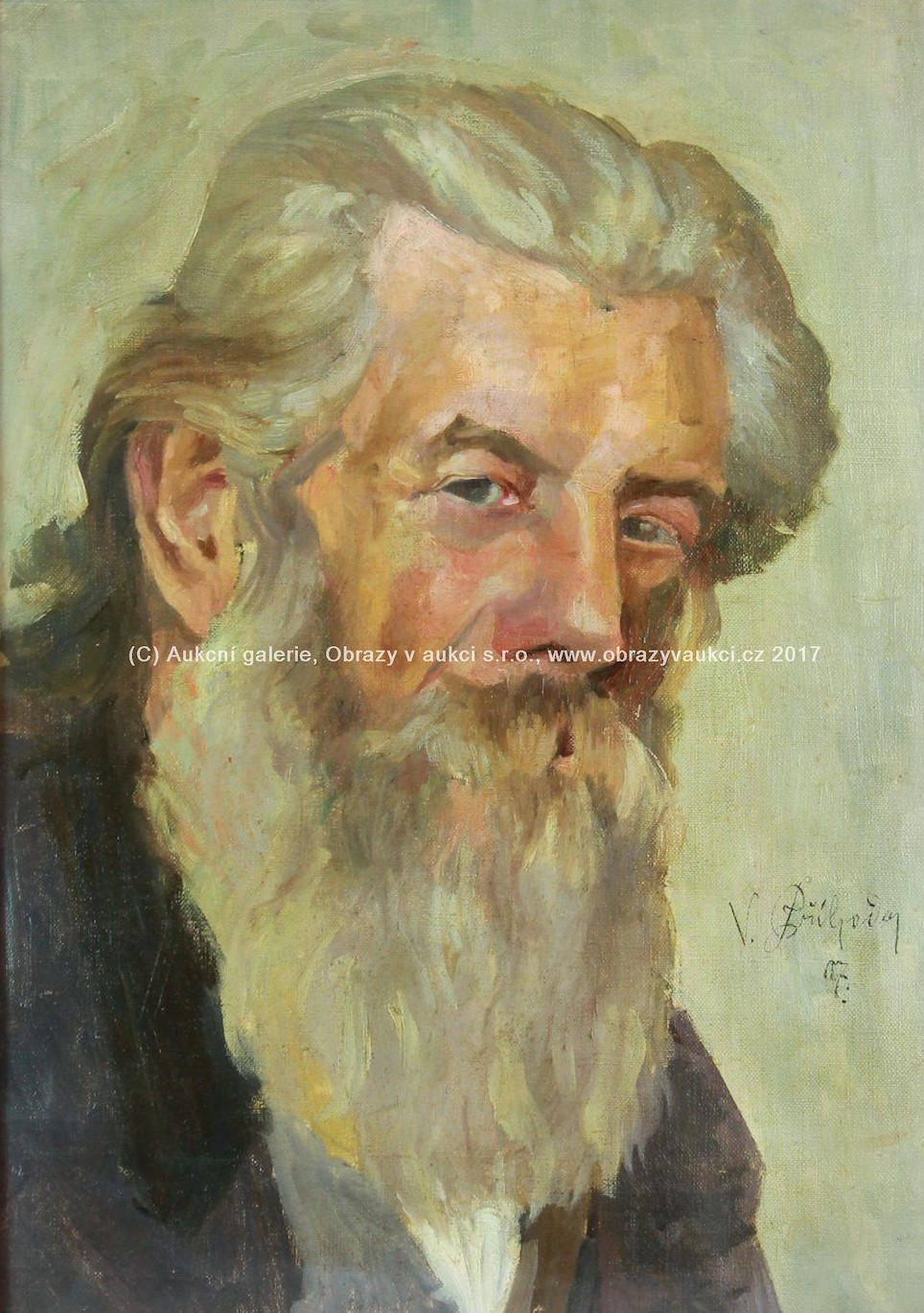
Portrét muže (olej na sololitu) kol. 1919
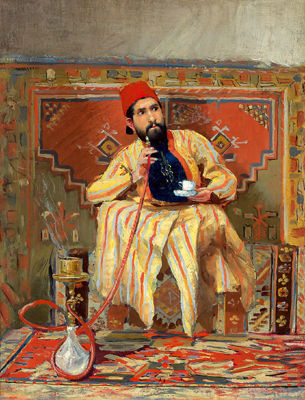
Turek kouřící vodní dýmku (olej na lepence) kol. 1925
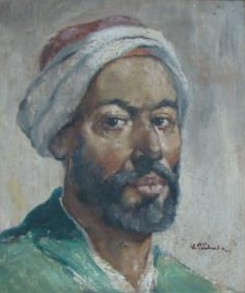
Egyptský muž (olej na kartonu) před 1930
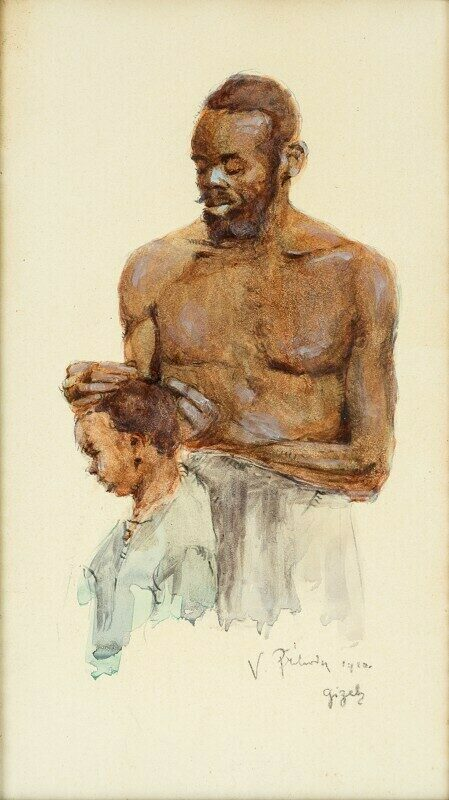
Z Gízy (akvarel na papíře)
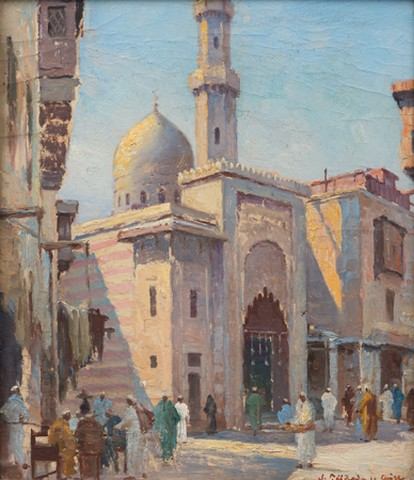
Cairo (olej na lepence)
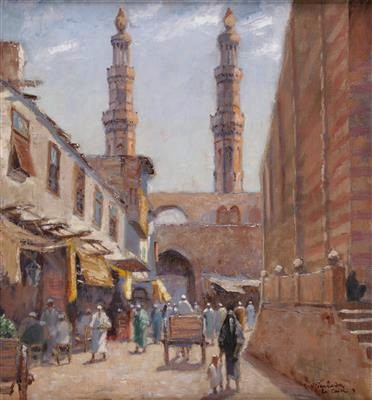
Ulička v Kairu  (olej na plátně)
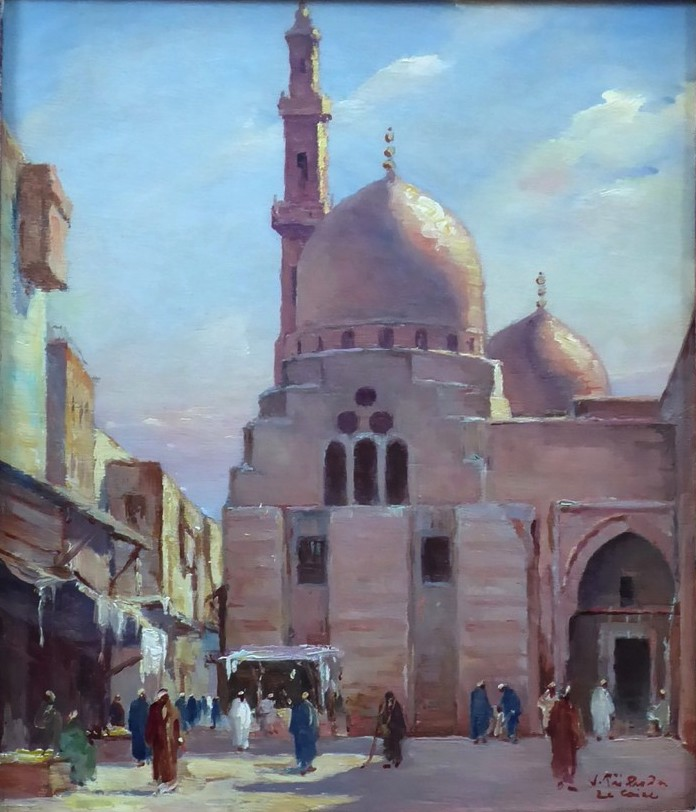
Mešita v Káhiře (olej na dřevě)
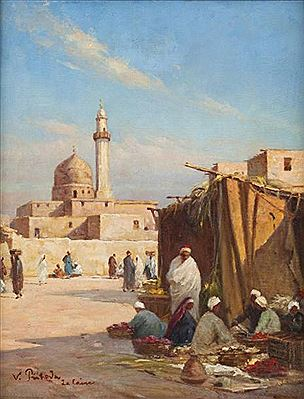
Obchodníci z Káhiry (olej na lepence)
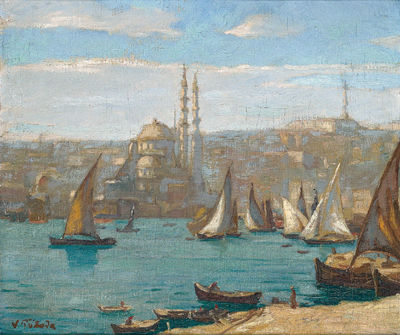
Istanbul (olej na dřevě)
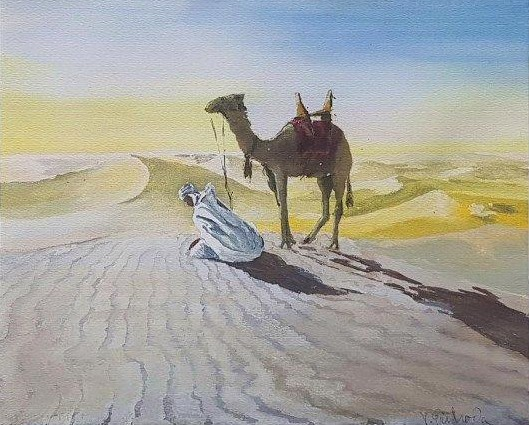
V poušti (kombinovaná technika na papíře) před 1930
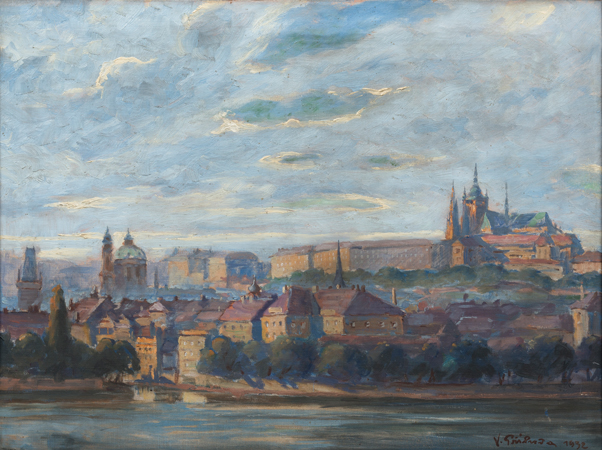
Pohled na Malou Stranu (olej na plátně) datace 1932
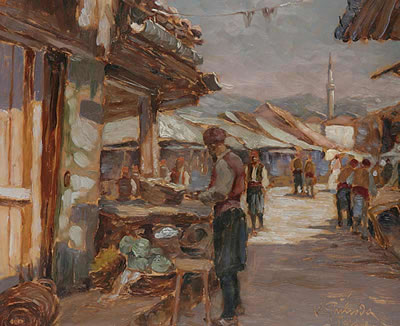
Pouliční obchodníci v Sarajevu (olej na lepence)
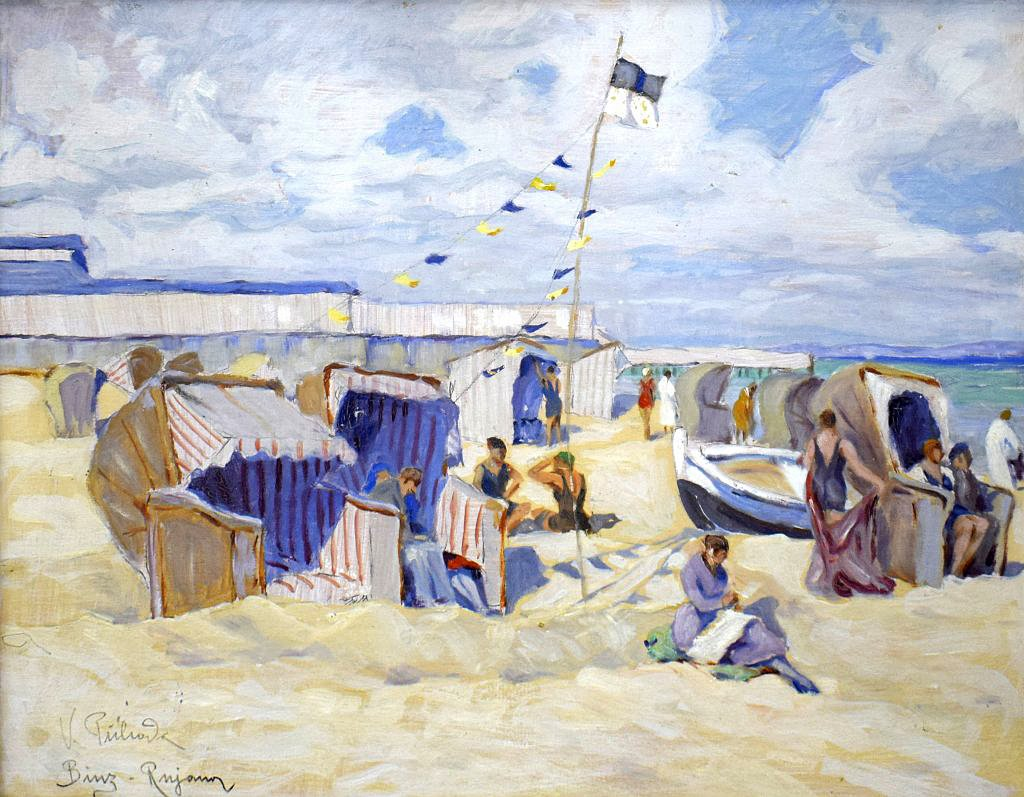
Rujána (olej na lepence)
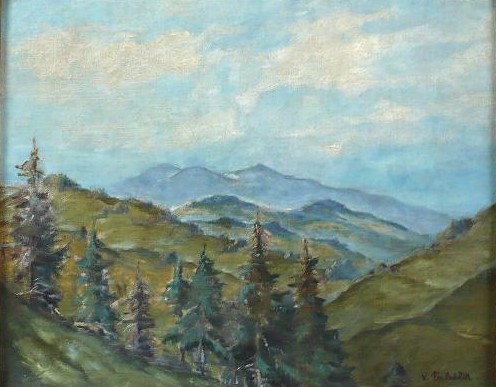
Horská krajina (Olej na kartonu)
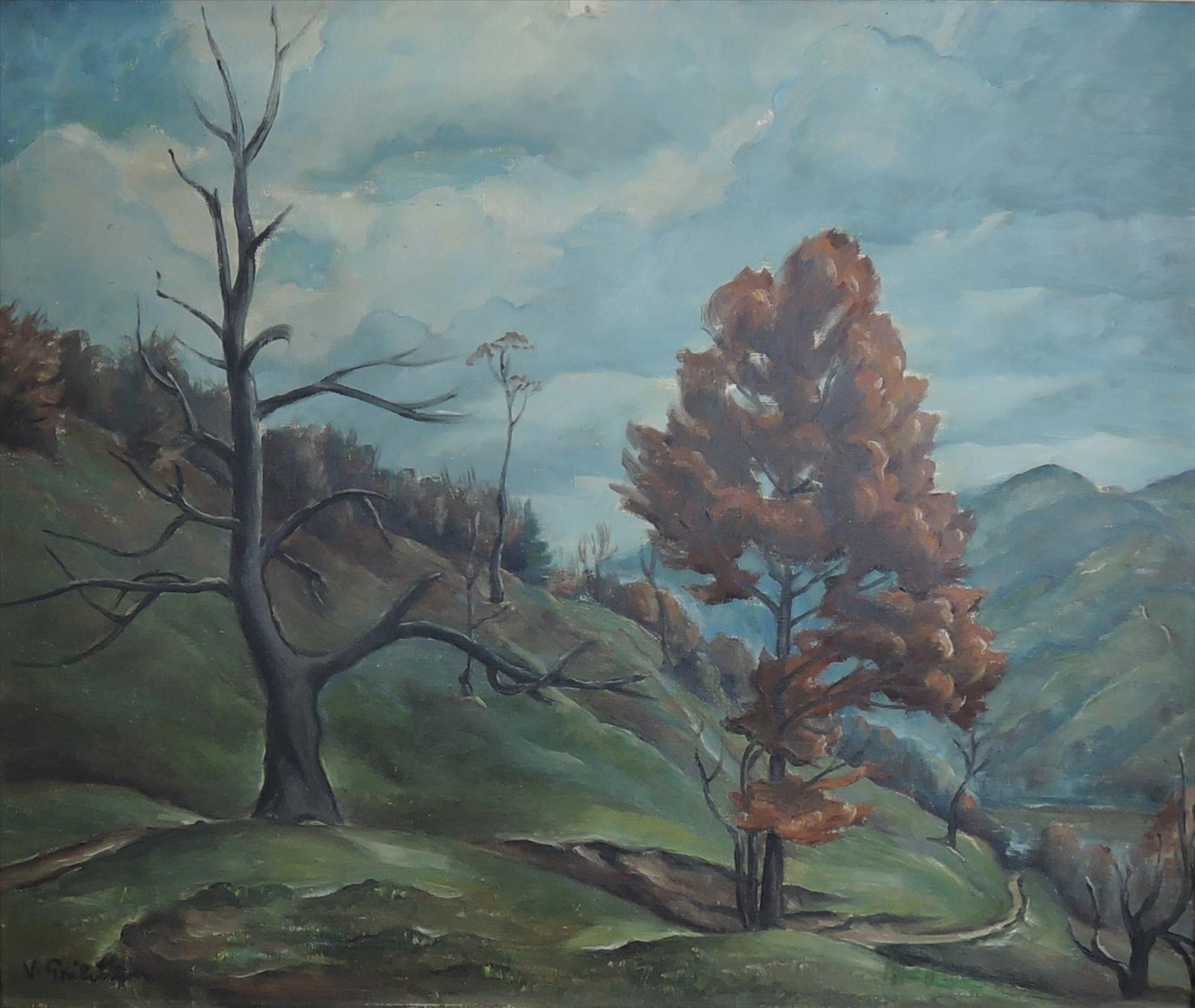
Krajina se stromy (olej na plátně) před 1941

### Adresáře
- 1926 Adresář výtvarných umělců československých, Syndikát výtvarných umělců československých
- 1929 Adresář výtvarných umělců československých, Syndikát výtvarných umělců československých
- 1935 Adresář činných členů Jednoty umělců výtvarných v Praze (Voršilská 139, telefon č. 48930)
- 1937 Adresář výtvarných umělců československých, Syndikát výtvarných umělců československých